# CLASSY.
《CLASSY.》（日語：クラッシィ）是日本光文社每月發行的時尚雜誌，1984年創刊。該月刊是繼《JJ》創刊後的姊妹雜誌。而雜誌的英文名稱「CLASSY」是代表「上流的」、「高級的」及「優雅的」等等主要形容詞由來的。另外，該雜誌名稱還要加上「．」的標誌才可給予公眾人士參考。

## 相關項目
- bis (雜誌)
- JJ (雜誌)

## 外部連結
- CLASSY.ONLINE（页面存档备份，存于） - 官方網站
- CLASSY.（页面存档备份，存于） - 光文社網站